# 暗黒街全滅作戦
『暗黒街全滅作戦』 (あんこくがいぜんめつさくせん) は1965年の日本のアクション映画。暗黒街シリーズの第7弾。福田純が監督を務め、『黒の挑戦者』の石松愛弘と『血とダイヤモンド』の小川英の二人の脚本家と共同で脚本を執筆した。 撮影は宇野晋作。

## ストーリー
ここ数年、関東の片岡連合会、関西の大門組の二大勢力が地方に進出し、中小組織を吸収して拡大している。東海市は今やこの二大勢力の接点にあった。
人口20万人の東海市を牛耳る根津組の組長が列車の中で殺害された。この葬儀の当日、片岡連合会の名代尾形燐太郎が3名の部下とともに乗り込んだ。その目的は、この町の西条組のテコ入れを図る大門組に対抗し、根津組を何とか片岡組に引き入れることであった。根津を殺したのもこのためだ。一方、尾形とともにやって来たチンピラの五郎は、根津の娘・千賀子に近づき、気弱な二代目島田を押しのけて、東海市を我が物にしようと企む。根津組と西条組が対峙した。「会長を殺したのは西条組だ」という噂が広がり、街は暗雲に包まれた。
インテリヤクザの島田は西条の死に愕然とし、大門に仲裁を依頼する。そして手打ち式の当日、立ちはだかったのは五郎と尾形だった。互いにこれを機に東海市をわが物にしようとしていた。
喧嘩の準備が整った。その頃、尾形はバー「ローリエ」のホステス・みどりが根津暗殺の目撃者であることを知り、彼女を殺害した。さらにその現場を目撃した千加子をも殺害した。今や尾形は五郎との対決を迫られた。しかし、島田派は二人に対抗するため助っ人を集めた。
東の片岡、西の大門を後ろ盾に決戦が始まった。一発の銃声とともに大乱闘が始まった。そして五郎の拳銃が尾形を撃ち抜いた。かつて根津の会社が入っていた建物に新しいプレートが貼られ、五郎が椅子に座っているとビルの一室が火を噴いた。殺し合いが続いた暴力の街に、悲惨な傷跡と共に哀れなヤクザの世界のむなしさが漂っていた。

## スタッフ
以下のスタッフ名は東宝に従った。
- 監督：福田純
- 脚本：小川英、石松愛弘、福田純
- 製作：角田健一郎
- 撮影：宇野晋作
- 音楽：広瀬健次郎
- 美術：育野重一
- 編集：藤井良平
- 照明：高島利雄
- 録音：藤好昌生
- スチール：岩井隆志

## キャスト
以下の役名と出演者名は特に記載のない限り東宝に従った。
- 尾形燐太郎：三橋達也
- 兵堂五郎：佐藤允
- 島田治：平田昭彦
- 青柳千加子：浜美枝
- 細川みどり：北あけみ
- 根津大作：松本染升
- 犬塚：向井淳一郎
- 黒住：堺左千夫
- 白井：桐野洋雄
- 健：黒野信男[2]
- サブ：伊吹徹
- テツ：ミスター珍
- 子分：大前亘[2]、佐藤功一[2]、小松英三郎[2]、三井秀顕[2]、名取幸政[2]、大丸二郎[2]、荒木保夫[2]
- 西条：清水元
- 北村：草川直也
- 大門仙吉：香川良介
- 立花：春日俊二[2]
- 九州から来た男：広瀬正一
- 片岡太一郎：佐々木孝丸
- 石毛：大木正司
- 寺田：大友伸
- サラリーマン風な男：安川実
- 相沢刑事：田島義文
- 小坂刑事：古田俊彦
- 松崎警部：中山昭二
- 駅の刑事：渋谷英男
- 立番の警官：小島謙太郎[2]
- 桟橋の警官：堤康久
- お玉婆さん：千石規子
- 清美：森今日子
- 葬儀屋の親爺：大村千吉

## 同時上映
『肉体の学校』	